# Okleina
Okleina – cienki arkusz forniru, najczęściej o grubości od 0,5 do 1 mm, przeważnie ze stycznego przekroju drewna, przeznaczony do oklejania (fornirowania) wyrobów stolarskich, zwłaszcza mebli. 

## Historia
Okleina była już znana w Starożytnym Egipcie, w średniowieczu występowała w postaci certosiny oraz intarsji. W końcu XVII w. była już używana na szeroką skalę, a stosowano ją jako motyw dekoracyjny, a także do pokrywania mebli wykonanych z tańszych gatunków drewna gatunkami droższymi. W XVIII w., kiedy możliwości techniczne pozwalały na otrzymywanie większych arkuszy drewna, okleina stała się wyrobem bardziej ekonomicznym.
Wzmianki o okleinie w Polsce występują w piśmiennictwie XVI w. Aż do drugiej połowy XIX w. okleiny w Polsce otrzymywano przez cięcie płatów drewna piłą ręczną, miały one kształt małych deseczek. Ze względu na ograniczenia technologiczne deseczki te miały grubość 2–5 mm, często mocowano je do mebli za pomocą drewnianych kołeczków. W latach 1860–70 wprowadzano stopniowo w Polsce maszyny, ścinające płaty drewna za pomocą specjalnych noży, pozwoliło to na zmniejszenie grubości okleiny.
Obecnie stosuje się same płyty wiórowe pokryte okleiną, z których następnie wyrabia się meble.

## Podział
W zależności od sposobu wytwarzania, okleiny dzielą się na:
- okleiny skrawane – otrzymywane na skrawarkach, najbardziej rozpowszechnione ze względu na najładniejszy wygląd,
- okleiny łuszczone – otrzymywane na skrawarkach obwodowych, rzadko stosowane do oklejania mebli, służą głównie do produkcji sklejek,
- okleiny piłowane – otrzymywane są różne rysunki usłojenia, w zależności od rodzaju skrajania drewna za pomocą piły.